# (39653) Carnera
(39653) Carnera ist ein Asteroid des Hauptgürtels, der am 17. Oktober 1995 durch die italienischen Amateurastronomen Piero Sicoli und Pierangelo Ghezzi am Osservatorio Astronomico Sormano (IAU-Code 587) in den lombardischen Voralpen in der Provinz Como entdeckt wurde.
Der Asteroid wurde am 2. Juni 2015 nach dem italienischen Astronomen Luigi Carnera (1875–1962) benannt, der seine Laufbahn als Assistent von Max Wolf an der Landessternwarte Heidelberg-Königstuhl begann.